# Finström
Finström est une municipalité des Îles d'Åland, territoire finlandais autonome situé en mer Baltique ayant le suédois comme seule langue officielle. À Finström, 95 % de la population a pour langue officielle le suédois et la commune est la 3e plus peuplée du territoire.

## Géographie
Elle occupe une position assez centrale sur l'île principale d'Åland. Elle est en effet bordée à l'ouest par Hammarland, au nord par Geta, à l'est par Saltvik et Sund et au sud par Jomala. Dédale de terre et d'eau, elle comprend la totalité de l'isthme qui relie les deux parties principales de la grande île.
Son église Saint Michel est une des plus anciennes de Finlande, commencée dès le XIIe siècle. Des preuves de peuplement plus ancien (notamment par les Vikings) ont également été retrouvées.
Si la municipalité compte 25 villages, c'est son centre administratif Godby qui concentre l'essentiel des services et 40 % de la population (un peu plus de 900 habitants), ce qui en fait quand même la seconde plus importante zone de peuplement du territoire après la capitale Mariehamn. Le centre ville se trouve à 18 km de distance et Godby se situe à l'intersection des nationales no 2 et 4, les axes routiers principaux de l'archipel.